# Pelourinho de Larim
O Pelourinho de Larim localiza-se na freguesia de Soutelo, no município de Vila Verde, distrito de Braga, em Portugal.
Encontra-se classificado como Imóvel de Interesse Público desde 1933.